# Bitvavo
Bitvavo is een Nederlandse cryptovalutabeurs die in 2018 werd opgericht door de programmeurs Tim Baardse, Jelle de Boer en de bedrijfskundige Mark Nuvelstijn.
Het bedrijf maakte aanvankelijk gebruik van bestaande platforms als Coinbase, Kraken en Bitstamp, maar ontwikkelde een eigen platform om onafhankelijk te kunnen opereren. In 2023 had Bitvavo naar eigen zeggen zo'n 40% van de Nederlandse cryptomarkt in handen en een miljoen klanten. Volgens Quote was Bitvavo in 2024 het grootste platform voor cryptohandel in Nederland.
In 2023 raakte Bitvavo tijdelijk in de problemen omdat ze 280 miljoen euro hadden uitgeleend aan de cryptodienstverlener Gemini (een dochter van de Digital Currency Group) die voor de rechter werd gedaagd door de Amerikaanse beurswaakhond SEC. In 2024 werd bij een beperkte groep klanten een datalek geconstanteerd. Bitvavo garandeert vanaf 2022 eenmalig verliezen door hacks voor 100.000 euro. Het minimale orderbedrag bij Bitvavo is 5 euro.
Bitvavo werd in maart 2022 een van de zes hoofdsponsors van de KNVB.